# 高容方
高容方（1996年10月25日—），艺名方瑾，曾用艺名高熙儿，福建三明人，中国女演员，就读于北京现代音乐研修学院影视表演专业。曾为瑞丽签约模特。2016年出道参演中国偶像剧《我与你的光年距离》。2020年10月，参与主演网剧《这个大叔有点酷》，在剧中饰演女主袁娜娜。2024年1月，主演的互动影视游戏《拜托！明天和我恋爱吧》上线，饰演女主之一褚楚。2024年8月6日，参演的短剧《我们在黑夜中相拥》开播，在剧中饰演女主温兮。

## 参演作品

### 電視劇/ 網絡劇
| 首播年份 | 劇名             | 角色        | 備註     |
| 2017年   | 我與你的光年距離 | 姜愧        | 網絡劇   |
| 2019年   | 從前有座靈劍山   | 周沐沐      | 網絡劇   |
| 2021年   | 如夢令           | 蘇煙        | 網絡短劇 |
| 2022年   | 洛陽四千金       | 顧靜靜      | 網絡短劇 |
| 2022年   | 簡言的夏冬       | 金子萱      |          |
| 2022年   | 两個人的小森林   | 苟菲        |          |
| 2024年   | 我們在黑夜中相擁 | 温兮        | 網絡短劇 |
| 2025年   | 讓她降落         | 盛開        | 網絡短劇 |
| 2025年   | 見君心           | 蘇錦/蘇鳳羽 | 網絡短劇 |
| 2025年   | 罪嫁             | 沈沅芷      | 網絡短劇 |
| 待播     | 黑夜中的她       | 葉影/安寧   | 網絡短劇 |
| 待播     | 望渊             | 罗一        | 網絡短劇 |
| 待播     | 恃宠             | 鹿贞儿      | 網絡短劇 |
| 待播     | 炽热吸引         | 吳浓雨      | 網絡短劇 |

### 电影
| 首映年份 | 剧名           | 角色     | 备注     |
| 2020年   | 这个大叔有点酷 | 袁娜娜   | 网络电影 |
| 2021年   | 1921           | 进步工人 |          |

### 互动影游
- 2024年互动影游《拜托！明天和我恋爱吧》飾 褚楚
- 2024互动影游《都要！小孩子才做选择！》飾 庄世穎
- 2024互动影游《命运游戏：逆时寻凶》飾 程琳薇

## 综艺活动
- 真人秀《我是女演员》

## 外部連結
- 方瑾（高容方）的新浪微博
- 方瑾（高容方）的抖音账号
- 方瑾（高容方）的Instagram帳戶